# Lonchaea andrei
Lonchaea andrei är en tvåvingeart som beskrevs av Nikolai Vasilevich Kovalev 1976. Lonchaea andrei ingår i släktet Lonchaea och familjen stjärtflugor. Inga underarter finns listade i Catalogue of Life.